# Dispositivo de almacenamiento de datos
Un dispositivo de almacenamiento de datos es un conjunto de componentes electrónicos habilitados para leer o grabar datos en el soporte de almacenamiento de datos de forma temporal o permanente. Realizan operaciones de alfabetización física y lógica de los medios donde se almacenan los archivos de un sistema informático.
La escritura manuscrita, la grabación fonográfica, la cinta magnética y los discos ópticos son ejemplos de medios de almacenamiento. Las moléculas biológicas como el ARN y el ADN son consideradas por algunos como almacenamiento de datos. La grabación puede realizarse con prácticamente cualquier forma de energía. El almacenamiento electrónico de datos requiere energía eléctrica para almacenar y recuperar datos. 
El almacenamiento de datos en un medio digital legible por máquina se denomina a veces datos digitales. El almacenamiento de datos informáticos es una de las funciones básicas de un ordenador de propósito general. Los documentos electrónicos pueden almacenarse en mucho menos espacio que los documentos en papel. Los códigos de barras y el reconocimiento de caracteres de tinta magnética (MICR) son dos formas de registrar datos legibles por máquina. 

## Clasificación
La clasificación de dispositivos de almacenamiento de datos puede variar según el criterio que se utilice, pero una forma común es distinguir entre dispositivos de almacenamiento primario y secundario, según su relación con la memoria principal del ordenador.
Dispositivos de Almacenamiento Primario: Son aquellos que almacenan información digital a la que tiene acceso ultrarrápido el microprocesador, como la memoria RAM y la memoria caché. Estos dispositivos son volátiles, es decir, pierden la información cuando se apaga el ordenador. 
Dispositivos de Almacenamiento Secundario: Son aquellos que almacenan información digital de forma permanente o semipermanente, en soportes externos al ordenador, como discos duros, memorias flash, discos ópticos, etc. Estos dispositivos son no volátiles, es decir, conservan la información, aunque se apague el ordenador.
Dentro de los dispositivos de almacenamiento secundario, se puede hacer otra clasificación según el tipo de acceso a la información: secuencial o aleatorio. 
Acceso Secuencial: El acceso secuencial implica que para acceder a una información determinada se debe leer toda la información previa desde el inicio del soporte, como ocurre con las cintas magnéticas. Estos dispositivos son más lentos y menos utilizados actualmente.
Acceso Aleatorio: El acceso aleatorio permite acceder directamente a la información deseada, sin tener que leer la información previa, como ocurre con los discos duros, las memorias flash, los discos ópticos, etc. Estos dispositivos son más rápidos y más utilizados actualmente.
Otra forma de clasificar los dispositivos de almacenamiento secundario es según el tipo de soporte físico o tecnología que utilizan: magnéticos, ópticos, magneto-ópticos y de estado sólido.
Por ejemplo, una computadora tiene almacenamiento primario o principal (RAM y ROM) y secundario o auxiliar (disco rígido, disquete, pendrive, entre otros), sin embargo el almacenamiento secundario no es necesario para que inicie el equipo.
Los dispositivos que se abordan en este artículo están ordenados con base en su funcionamiento: magnéticos, ópticos, magneto-ópticos y de estado sólido. El almacenamiento en línea comprende características que orientan su descripción hacia artículos independientes.

## Dispositivos magnéticos

### Unidad de cinta magnética
Las cintas magnéticas de almacenamiento de datos han sido usadas para el almacenamiento de datos durante los últimos 50 años. En este tiempo se han hecho varios avances en la composición de la cinta, la envoltura, y la densidad de los datos. La principal diferencia entre el almacenamiento en cintas y en discos es que la cinta es un medio de acceso secuencial, mientras que el disco es un medio de acceso aleatorio. Se empezaron a utilizar en las décadas de 1980 y 1990.
Hay dos características clave para clasificar las tecnologías de cintas magnéticas. La primera es la anchura de la cinta. La anchura más común de una cinta de alta capacidad ha sido como máximo media pulgada. Existen muchos otros tamaños y la mayoría han sido desarrollados para tener menor encapsulado o mayor capacidad. 

### Unidad de disco flexible o «disquetera»
El disquete (en inglés diskette) o disco flexible es un soporte de almacenamiento de datos obsoleto de tipo magnético, formado por una fina lámina circular (disco) de material magnetizable y flexible (de ahí su denominación), encerrada en una cubierta de plástico, cuadrada o rectangular, que se utilizaba en la computadora, por ejemplo: para disco de arranque, para trasladar datos e información de un ordenador a otro, o simplemente para almacenar y resguardar archivos.
La llamada «disquetera», «unidad de disquete» o «unidad de disco flexible» es el dispositivo o unidad de almacenamiento que lee y escribe los disquetes, es decir, es la unidad lectograbadora de disquetes.

### Unidad de disco rígido o duro
En informática, unidad de disco duro o unidad de disco rígido (en inglés: hard disk drive, HDD) es un dispositivo de almacenamiento de datos que emplea un sistema de grabación magnética para almacenar y recuperar archivos digitales. Se compone de uno o más platos o discos rígidos, recubiertos con material magnético y unidos por un mismo eje que gira a gran velocidad dentro de una caja metálica sellada. Sobre cada plato, y en cada una de sus caras, se sitúa un cabezal de lectura/escritura que flota sobre una delgada lámina de aire generada por la rotación de los discos. Permite el acceso aleatorio a los datos, lo que significa que los bloques de datos se pueden almacenar o recuperar en cualquier orden y no solo de forma secuencial. Las unidades de disco duro son un tipo de memoria no volátil, que retienen los datos almacenados incluso cuando están apagados.
El primer disco duro fue inventado por IBM, en 1956. A lo largo de los años, han disminuido los precios de los discos duros, al mismo tiempo que han multiplicado su capacidad, siendo la principal opción de almacenamiento secundario para computadoras personales, desde su aparición en los años 1960. Los discos duros han mantenido su posición dominante gracias a los constantes incrementos en la densidad de grabación, que se ha mantenido a la par de las necesidades de almacenamiento secundario.
Mejorados continuamente, los discos rígidos han mantenido esta posición en la era moderna de los servidores y las computadoras personales. Más de 224 compañías han fabricado unidades de disco duro históricamente, aunque después de una extensa consolidación de la industria, la mayoría de las unidades son fabricadas por Seagate, Toshiba y Western Digital. Los discos duros dominan el volumen de almacenamiento producido (exabytes por año) para servidores. Aunque la producción está creciendo lentamente, los ingresos por ventas y los envíos de unidades están disminuyendo debido a que las unidades de estado sólido (SSD) tienen mayores tasas de transferencia de datos, mayor densidad de almacenamiento de área, mejor confiabilidad, y tiempos de acceso y latencia mucho más bajos.
Los ingresos por discos duros SSD, la mayoría de los cuales utilizan tecnología flash NAND, exceden ligeramente los de los discos duros HDD. Aunque los SSD tienen un costo por bit casi 10 veces mayor, están reemplazando a los discos duros HDD en aplicaciones donde la velocidad, el consumo de energía, el tamaño pequeño y la durabilidad son importantes.
Los tamaños también han variado mucho, desde los primeros discos IBM hasta los formatos estandarizados actualmente: 3,5 pulgadas para PC y servidores, y 2,5 pulgadas para dispositivos portátiles(LAPTOPS, NOTEBOOK). Todos se comunican con la computadora a través del controlador de disco, empleando una interfaz estandarizada. Los más comunes hasta los años 2000 han sido IDE (también llamado ATA o PATA), SCSI/SAS (generalmente usado en servidores y estaciones de trabajo). Desde el 2000 en adelante ha ido masificándose el uso de los SATA. Existe además los discos de canal de fibra (FC), empleados exclusivamente en servidores. Las unidades externas se conectan principalmente por USB.
Para poder utilizar un disco duro, un sistema operativo debe aplicar un formato de bajo nivel que defina una o más particiones. La operación de formateo requiere el uso de una fracción del espacio disponible en el disco, que dependerá del sistema de archivos o formato empleado. Además, los fabricantes de discos duros, unidades de estado sólido y tarjetas flash miden la capacidad de los mismos usando prefijos del Sistema Internacional, que emplean múltiplos de potencias de 1000 según la normativa IEC e IEEE, en lugar de los prefijos binarios, que emplean múltiplos de potencias de 1024, y son los usados por sistemas operativos de Microsoft. Esto provoca que en algunos sistemas operativos sea representado como múltiplos 1024 o como 1000, y por tanto existan confusiones, por ejemplo, un disco duro de 500 GB, en algunos sistemas operativos será representado como 465 GiB (es decir gibibytes; 1 GiB = 1024 MiB) y en otros como 500 GB.
El rendimiento de un disco duro se especifica por el tiempo requerido para mover las cabezas a una pista o cilindro (tiempo de acceso promedio) agregando el tiempo que toma para que el sector deseado se mueva debajo de la cabeza (latencia media, que es una función de la velocidad de rotación física en las revoluciones por minuto) y, finalmente, la velocidad a la que se transmiten los datos (velocidad de datos).
Existen diferentes tipos de discos duros, como los discos duros internos y los discos duros externos. Los discos duros internos son aquellos que se instalan dentro de la computadora y son utilizados para almacenar el sistema operativo, archivos y programas. Por otro lado, los discos duros externos son dispositivos portátiles que se conectan a la computadora a través de un cable y se utilizan para almacenar y transferir datos de manera externa.

## Dispositivos ópticos
En informática, la unidad de disco óptico es la unidad de disco que utiliza una luz láser como parte del proceso de lectura o escritura de datos desde un archivo a discos ópticos a través de luz que interpretan las refracciones provocadas sobre su propia emisión.
Los discos compactos (CD), discos versátiles digitales (DVD) y discos Blu-ray (BD) son los tipos de medios ópticos más comunes que pueden ser leídos y grabados por estas unidades.
El “almacenamiento óptico” es una variante de almacenamiento informático surgida a finales del siglo XX. La historia del almacenamiento de datos en medios ópticos se remonta a los años comprendidos en las décadas de 1970 y 1980.
Se trata de aquellos dispositivos que son capaces de guardar datos por medio de un rayo láser en su superficie plástica, ya que se almacenan por medio de ranuras microscópicas (o ranuras quemadas). La información queda grabada en la superficie de manera física, por lo que solo el calor (puede producir deformaciones en la superficie del disco) y las ralladuras pueden producir la pérdida de los datos, en cambio es inmune a los campos magnéticos y la humedad.
Las unidades de discos ópticos son una parte integrante de los aparatos de consumo autónomos como los reproductores de CD, reproductores de DVD y grabadoras de DVD. También son usados muy comúnmente en las computadoras para leer software y medios de consumo distribuidos en formato de disco, y para grabar discos para el intercambio y archivo de datos. Las unidades de discos ópticos (junto a las memorias flash) han desplazado a las disqueteras y a las unidades de cintas magnéticas para este propósito debido al bajo coste de los medios ópticos y la casi ubicuidad de las unidades de discos ópticos en las computadoras y en hardware de entretenimiento de consumo.

## Unidad de disco magneto-óptico
Un disco magneto-óptico (MO) es un tipo de medio de almacenamiento que permite la escritura, borrado y reescritura de datos, combinando tecnologías magnéticas y ópticas. Funciona mediante un proceso en el cual un rayo láser calienta un punto específico del disco, permitiendo que un campo magnético modifique su polaridad. La lectura, por otro lado, se realiza mediante un sistema óptico, similar al de los discos compactos.

## Unidad de estado sólido
La unidad de estado sólido o SSD (del inglés Solid State Drive) es un tipo de dispositivo de almacenamiento de datos que utiliza memoria no volátil, como la memoria flash, para almacenar datos, en lugar de los platos o discos magnéticos de las unidades de disco duro (HDD) convencionales.
En comparación con los discos duros, las unidades de estado sólido son menos sensibles a los golpes al no tener partes móviles, son inaudibles, más livianas y poseen un notablemente menor tiempo de acceso y de latencia, lo que se traduce en una mejora sustancial en el rendimiento, en cuanto a la carga de sistemas operativos, software y transferencia de datos. En contrapartida, su vida útil puede ser inferior, ya que tienen un número limitado de ciclos de escritura, pudiendo producirse la pérdida absoluta de los datos de forma inesperada e irrecuperable. Sin embargo, por medio del cálculo del tiempo medio entre fallos y la administración de sectores defectuosos dicho problema puede ser mitigado razonablemente.
Las unidades SSD pueden usar la misma interfaz SATA que los discos duros, por lo que son fácilmente intercambiables sin tener que recurrir a adaptadores o tarjetas de expansión para compatibilizarlos con el equipo, también pueden usar la interfaz PCIe para obtener velocidades mayores de lectura/escritura, pudiendo superar los 10 GB/s, si bien esto depende de la generación de PCIe que utilice y otros factores de su diseño. Aunque en sus inicios el formato físico más común de estas unidades era el de un disco duro estándar de 2.5 o 3.5 pulgadas, actualmente existen otros formatos de consumo en uso como mSATA o M.2, y otros empresariales como NF1.
A partir de 2010, la mayoría de las SSD utilizan memoria flash basada en puertas NAND, que retiene los datos sin alimentación eléctrica. Para aplicaciones que requieren acceso rápido, pero no necesariamente la persistencia de datos después de la pérdida de alimentación, las SSD pueden ser construidos a partir de memoria de acceso aleatorio (RAM). Estos dispositivos pueden emplear fuentes de alimentación independientes, como baterías, para mantener los datos después de la desconexión de la corriente eléctrica.

## Problemática del almacenamiento
La producción de información

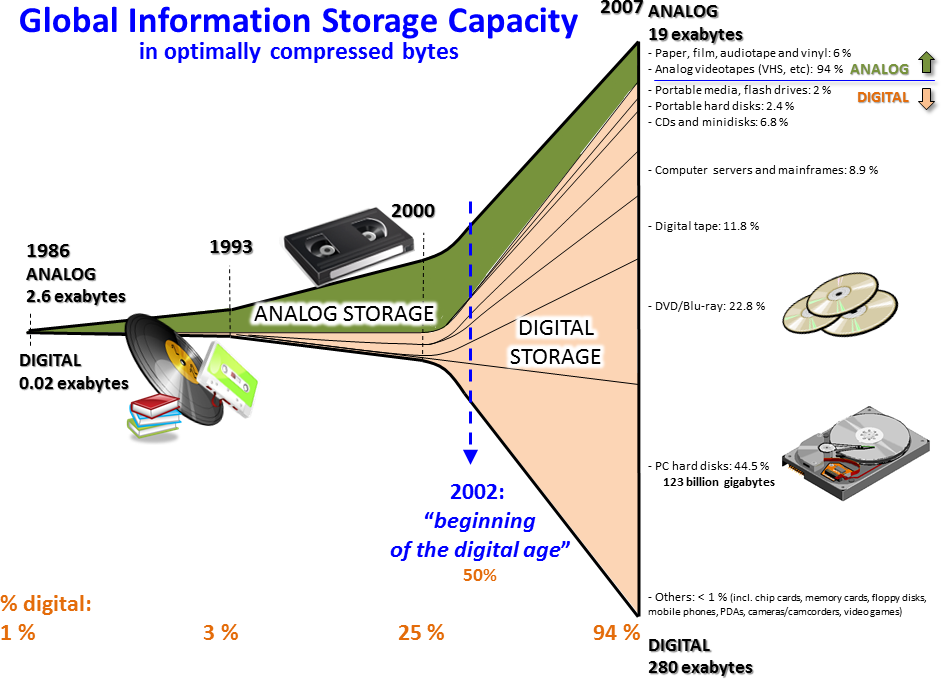
Crecimiento y distribución del volumen de datos.

El hombre ha seguido produciendo cada vez más información. Pero con la llegada de la informática, a mediados del siglo XX, las cantidades generadas crecieron exponencialmente. 
En 2011 Martin Hilbert (Universidad de California) y Priscilia López (Universidad Abierta de Cataluña) estimaron que en 2010 el planeta había producido un zettabyte (Zo ) de datos
(billones de billones de caracteres) y predicen que la humanidad generará entre 300 y 700000 Zo en el 2040. El Grupo Internacional de Datos estima 1,8 zettabytes (1021 bytes) la cantidad producida en 2011.
El almacenamiento de información ha evolucionado constantemente a lo largo de las innovaciones tecnológicas, desde las tabletas sumerias hasta la invención de la imprenta, pasando por las microfichas, las memorias electrónicas y los soportes físicos cada vez más pequeños (como discos duros, disquetes, cintas, CD-ROM, DVD, dispositivos flash, SSD y unidades USB). La densidad de la información ha aumentado continuamente en estos soportes reducidos, así como en la nube, pero el crecimiento exponencial del Big Data, los dispositivos IoT conectados y luego la inteligencia artificial con sus necesidades han generado constantemente nuevos requisitos de almacenamiento.
El uso de nanotecnologías, sugiere nuevas capacidades de almacenamiento informático, por ejemplo, usando "0" en átomos de carbono-12 y "1" en átomos de carbono-13. Se calcula que alrededor de 2 terabytes bastarían para memorizar todos los textos, imágenes y sonidos que utiliza anualmente un ser humano.
En 2023, Cerabyte anunció que utilizaba un rayo láser para estructurar matrices de datos, algo así como un código QR, pero en un soporte grabado tridimensional. El material mineral, presentado como resistente durante "más de 5000 años" y que satisface las necesidades de rendimiento y durabilidad de los centros de datos. Soporta la temperatura habitual de un incendio, inundaciones, sobretensiones eléctricas y temperaturas entre -273 °C y + 300 °C. Cada agujero vaporizado por el láser en el material es un cero binario que puede ser leído por un sistema de imágenes microscópicas.
Otra solución en estudio es el almacenamiento molecular o biomolecular sugerido ya en 1959 por el Premio Nobel de Física Richard Feynman  y, más concretamente, el uso de moléculas artificiales de ADN, para el que se está intentando acelerar la síntesis (escritura) y la secuenciación (lectura).

### Fiabilidad de los soportes
Debido a su constitución física, todos los soportes de almacenamiento tienen una vida útil limitada, lo que implica un riesgo de pérdida de información. Para evitarlo, hay que comprobarlos constantemente y volver a copiar los datos para guardarlos en soportes fiables. Una rama de la teoría de la información permite recuperar una alteración parcial de los datos. Esta técnica, denominada código corrector, se utiliza en particular en las instalaciones RAID. La redundancia de la información sigue siendo la única defensa contra la falta de fiabilidad de los soportes. 

### Confidencialidad de los datos
Cuando se trata de confidencialidad, la criptografía ofrece soluciones de cifrado, que se basan en diferentes métodos:
- criptografía de clave pública (algoritmo RSA entre otros) ;
- criptografía de clave secreta (algoritmos como DES y AES).

Las nuevas tecnologías de almacenamiento de computación en nube también plantean problemas de confidencialidad debido a las arquitecturas compartidas utilizadas. Algunos ámbitos, como la banca, se rigen por normativas específicas para paliar este problema.

### Rendimiento
Dependiendo de la naturaleza de la información almacenada y del tipo de soporte utilizado, el tiempo de acceso y el rendimiento pueden ser muy diferentes.

## Otros dispositivos
- Unidad de cinta perforada: se trata de un medio muy obsoleto, consistente en tarjetas o cintas de papel perforadas.
- Almacenamiento en línea: hoy en día también debe hablarse de esta forma de almacenar información. Esta modalidad permite liberar espacio de los equipos de escritorio y trasladar los archivos a discos rígidos remotos provistos que garantizan normalmente la disponibilidad de la información. En este caso podemos hablar de dos tipos de almacenamiento en línea: un almacenamiento de corto plazo normalmente destinado a la transferencia de grandes archivos vía web; otro almacenamiento de largo plazo, destinado a conservar información que normalmente se daría en el disco rígido del ordenador personal.

Genéricamente, para agrupar un conjunto de unidades o dispositivos, se pueden denominar:
- Unidad de cinta:
  - Cinta perforada.
  - Cinta magnética.
- Unidad de disco:
  - Disco duro (unidad de disco duro, Hard-Disc Drive o HDD)
  - Disquete (disquetera)
  - Disco compacto (compactera o unidad de CD)
  - Disco Versátil Digital (unidad de DVD)
  - Disco Blu-ray (unidad de BD)

## Restauración de datos
La información almacenada en cualquiera de estos dispositivos debe de disponer de algún mecanismo para restaurar la información, es decir restaurar la información a su estado original en caso de que algún evento no nos permita poder acceder a la información original, siendo necesario acudir a la copia que habíamos realizado anteriormente. Para esta restauración de datos existen diferentes métodos, desde un simple copiar pasando por comando como el "copy" de DOS, el "cp" de sistemas Linux y Unix, o herramientas de diversos fabricantes.En informática la información se mide a través de diferentes términos.

## Evolución de los dispositivos de almacenamiento
- 1947: Memoria de Tubo Williams o Tubo Williams-Kilburn.
  - 0,0625 KB. Primer dispositivo de almacenamiento digital de acceso aleatorio. Velocidad: 1,2 milisegundos por instrucción.
- 1950: Memoria de Tambor magnético.
  - 10 KB. El precursor del moderno plato de disco duro.
- 1950: Memoria de toros o Memoria de núcleos magnéticos.
  - memoria primaria.
- 1951: memoria Uniservo.
  - 128 bit por pulgada. Primer dispositivo de cinta utilizado comercialmente.
- 1956: IBM 350.
  - 4,4 MB. El primer disco duro “moderno”, con cincuenta discos de 24" que giraba a 1200 RPM (Revoluciones por minuto).
- 1962: Casete de cinta.
  - 660 KB por lado.
- 1971: Disquetera y Disquete
  - 79,7 KB
- 1980: IBM 3380
  - 2,52 GB.
- 1980: ST-506
  - 5 MB.
- 1987: Casete de Cinta de Audio Digital y Casetera para DAT (del inglés, Digital Audio Tape, DAT).
  - 1,3 GB. Cinta magnética.
- 1990: Disco compacto (Compact Disc, CD) y Compactera o Unidad de CD-R o Lectora de CD.
  - 700 MB.
- 1993: MiniDisc (MD) Data.
  - 140 MB.
- 1994: Unidad Zip y Disco Zip.
  - 100 MB.
- 1995: Lectograbadora de DVD.
  - 4,7 GB.
- 1996: Seagate Barracuda.
  - 2,5 GB. Primera unidad de disco duro de 7200 RPM.
- 1999: IBM 170 Microdrive.
  - 170 MB.
- 2000: IBM DiskOnKey.
  - 8 MB. Memoria flash.
- 2000: Tarjeta de memoria Secure Digital (SD).
  - 32 MB. Memoria flash
- 2008: Unidad de Estado Sólido
  - 64 GB.
- Presente: Almacenamiento en la nube.
  - Flexible.

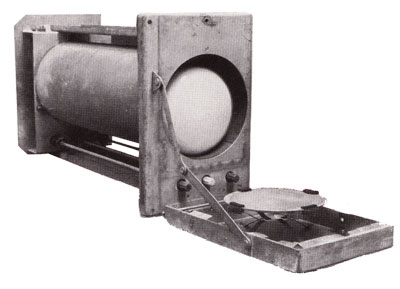
Tubo Williams.
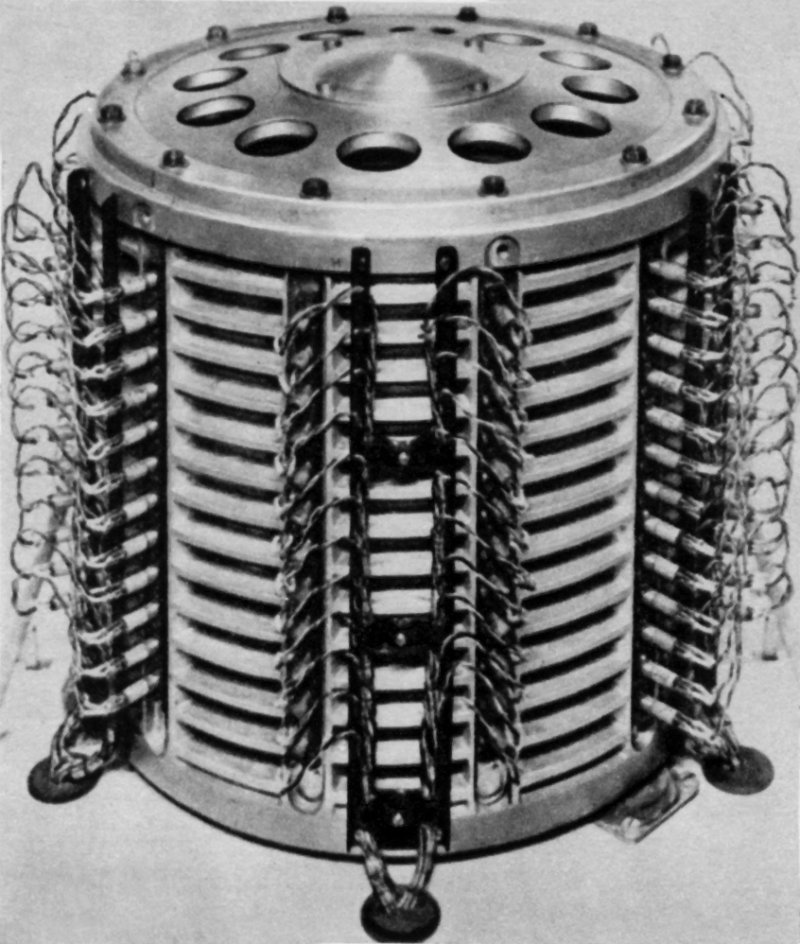
Tambor magnético.
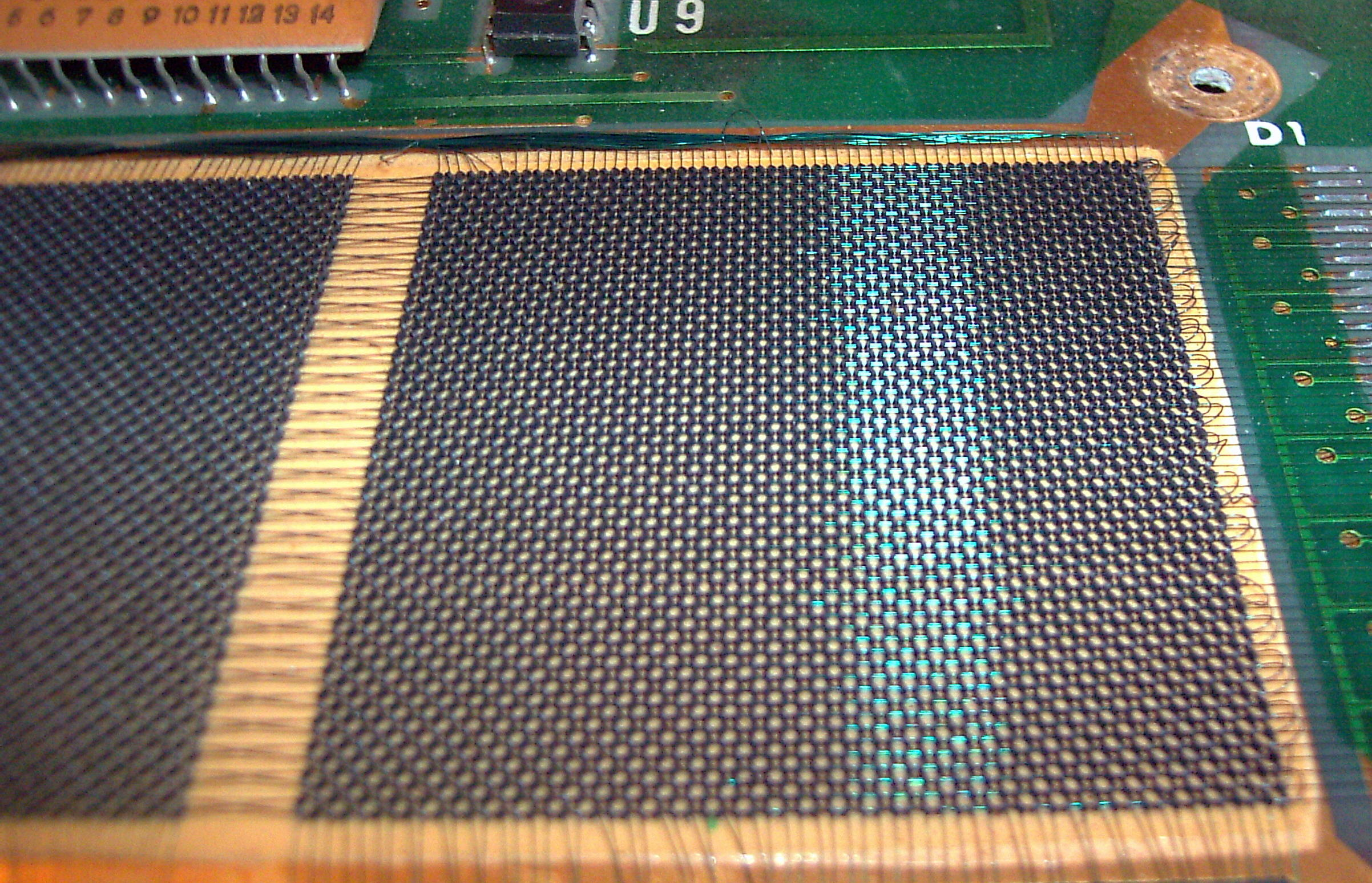
Memoria de toros.
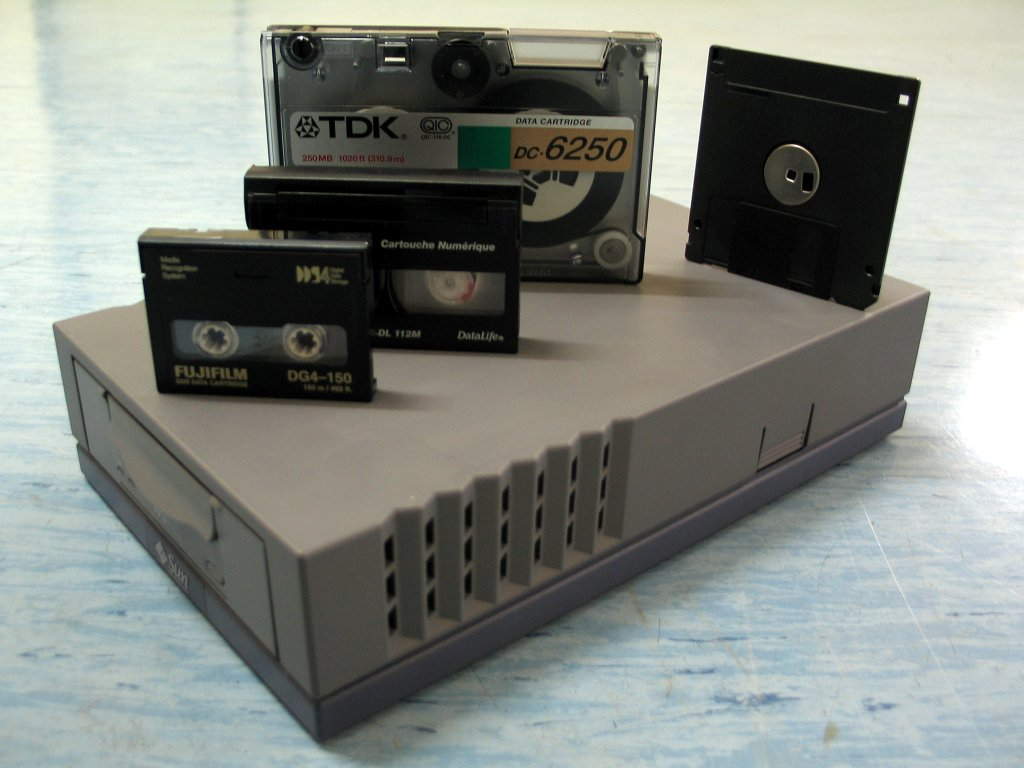
Casetes de cintas magnéticas.
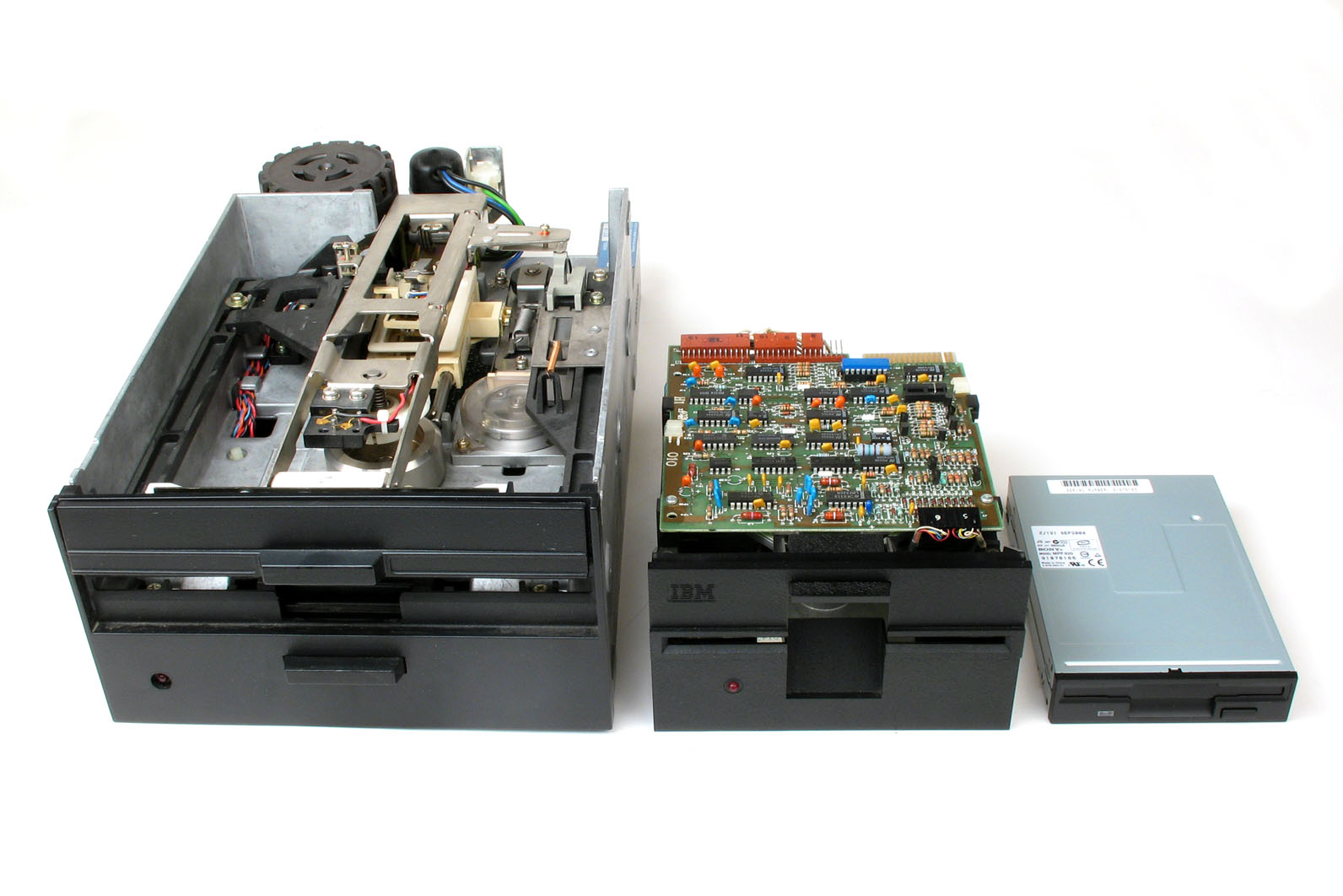
Unidades de disquetes de 8"; 5¼" y 3½".
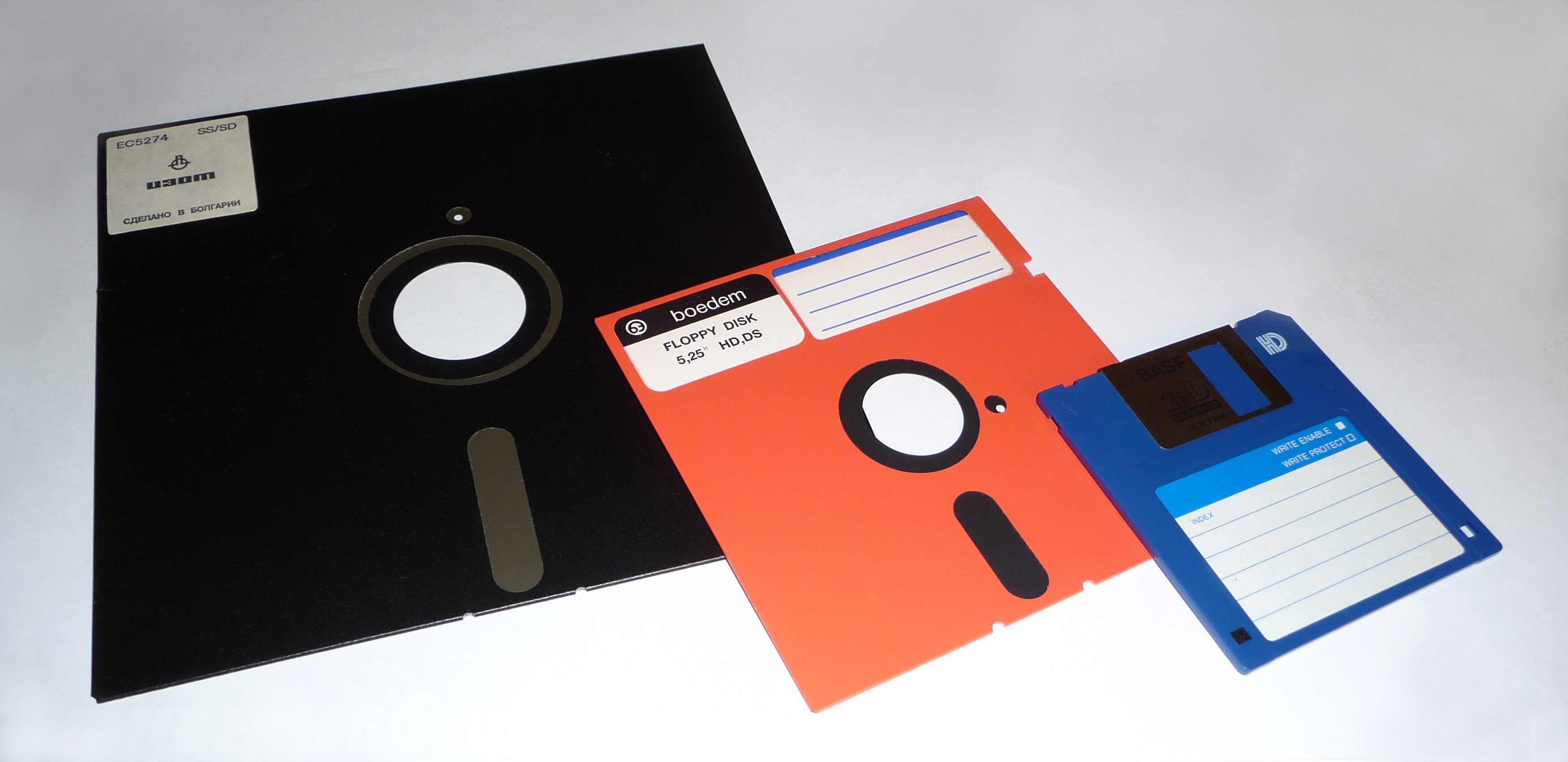
Disquetes de 8", de 5¼" y de 3½".
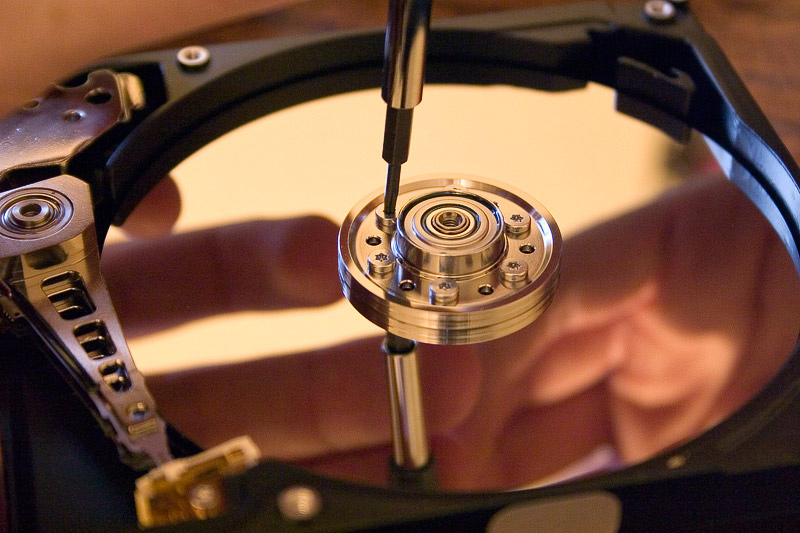
Disco duro.
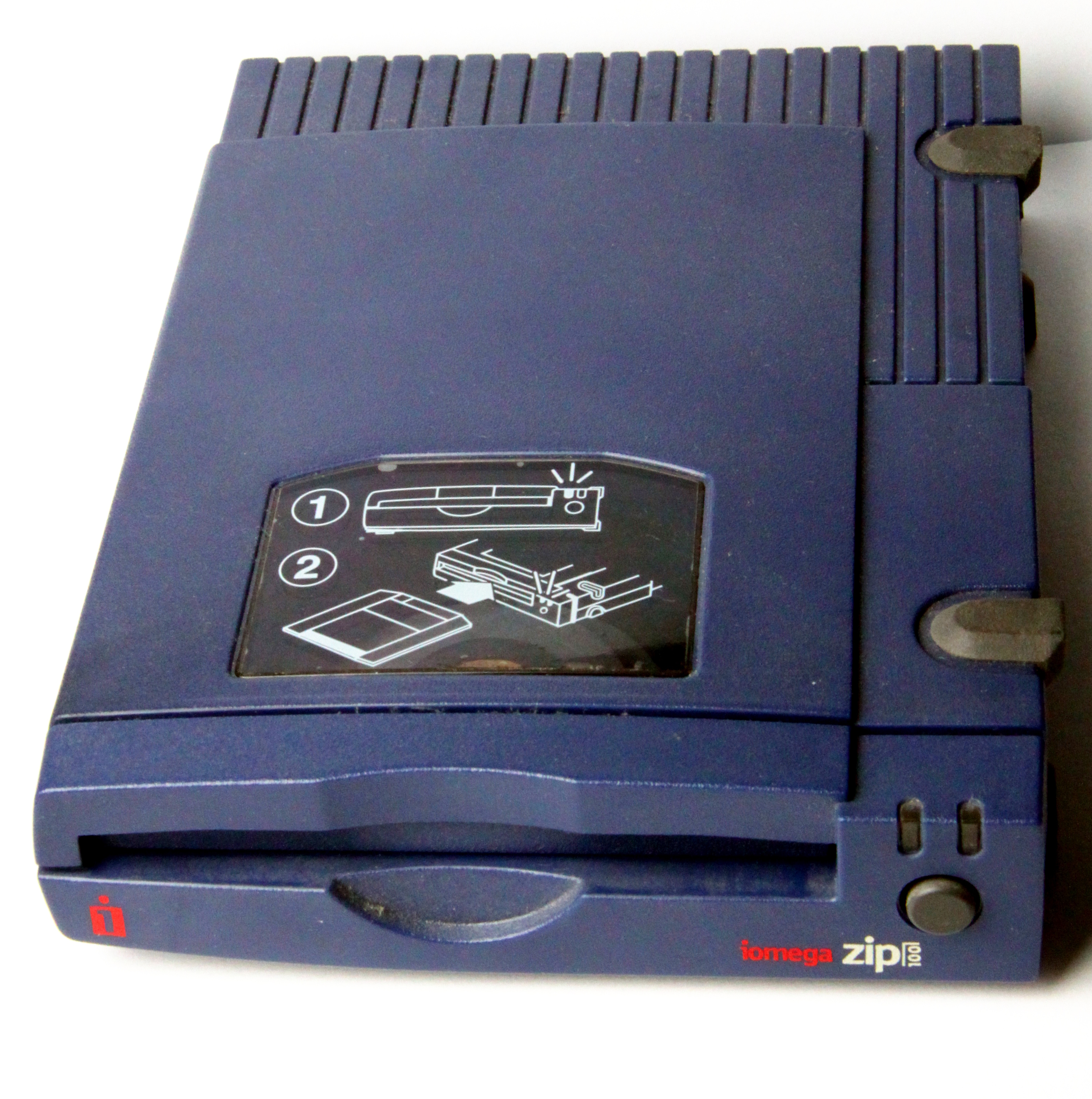
Unidad Zip externa.
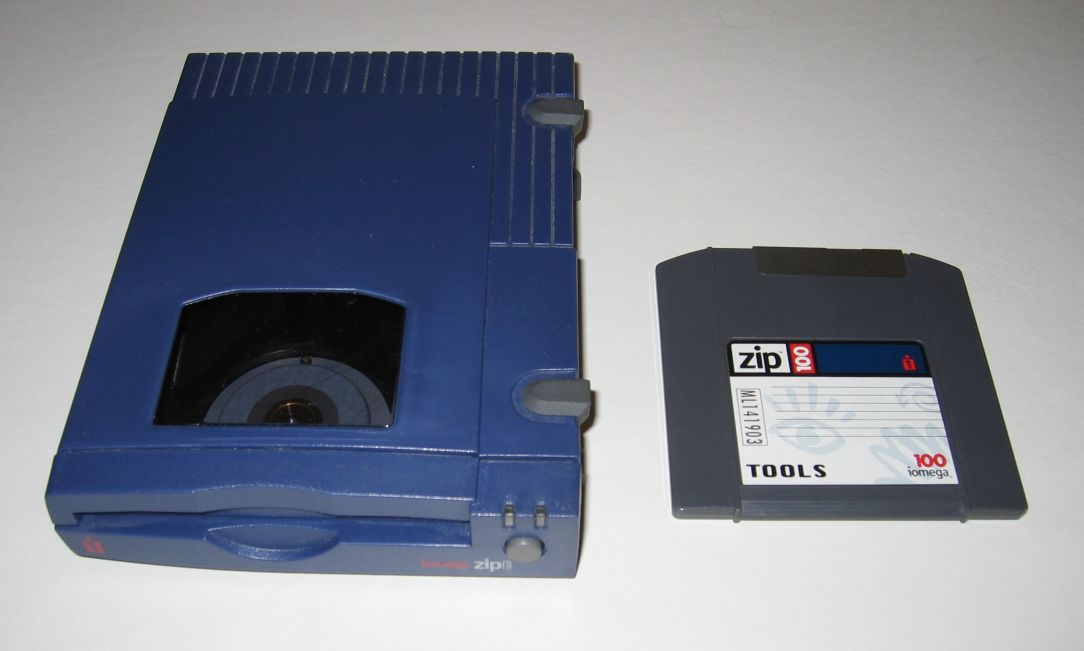
Unidad Zip externa (izq.) y disco Zip de 100 MB (der).
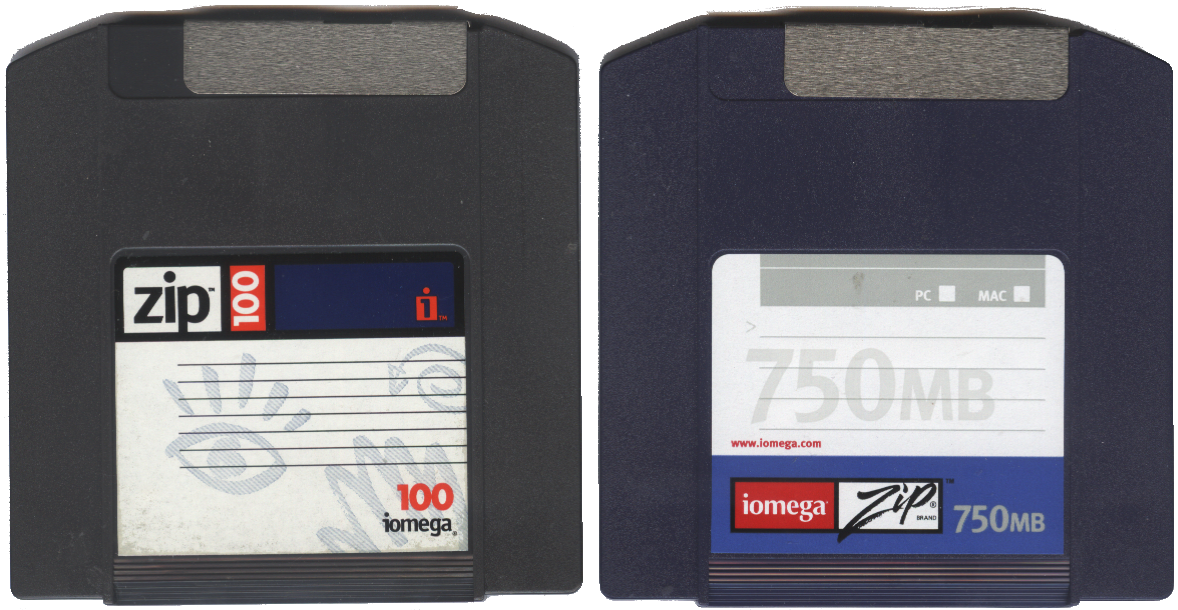
Discos Zip de 100 MB y 750 MB.
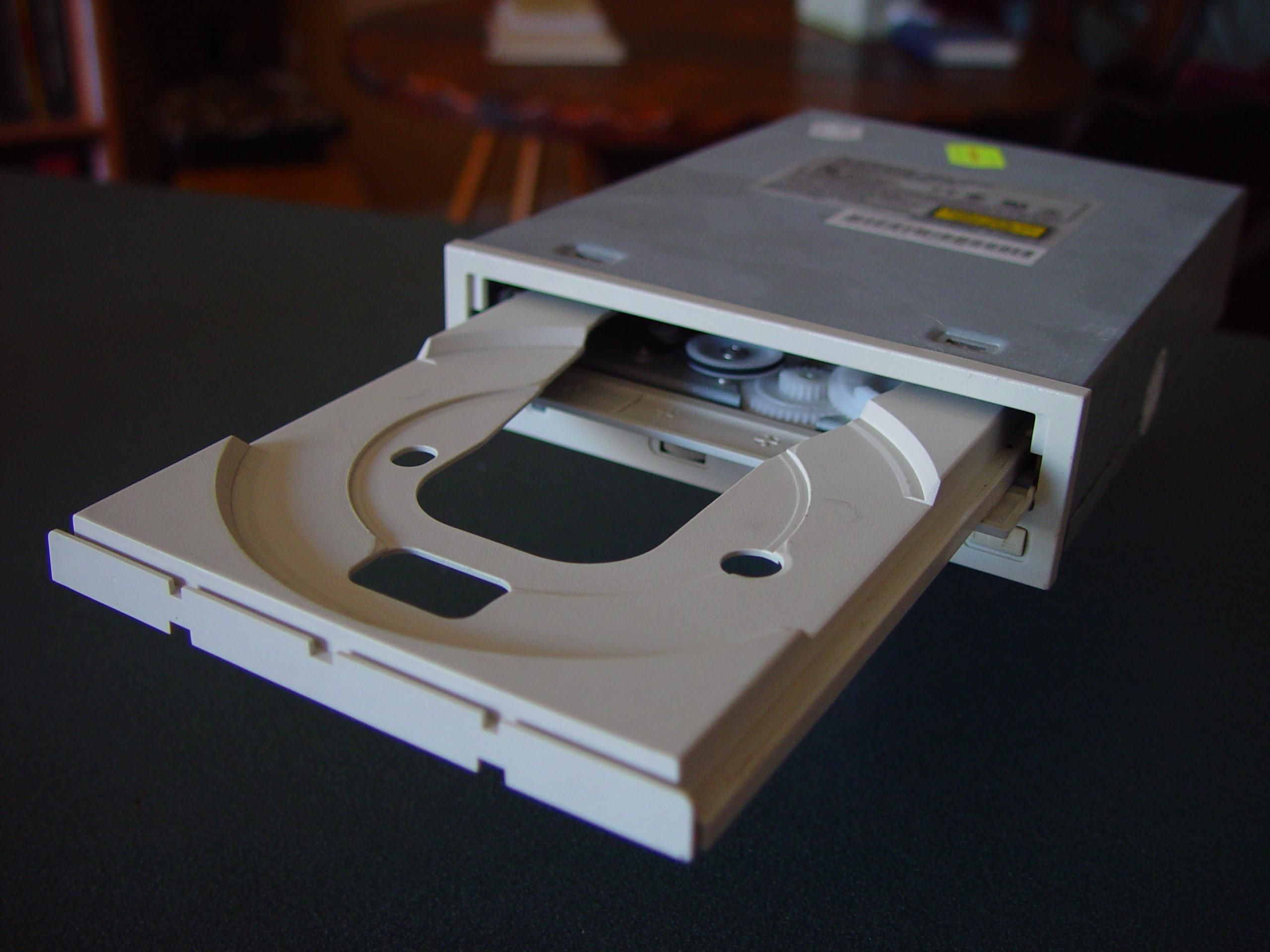
Bandeja abierta de la lectora de CD.
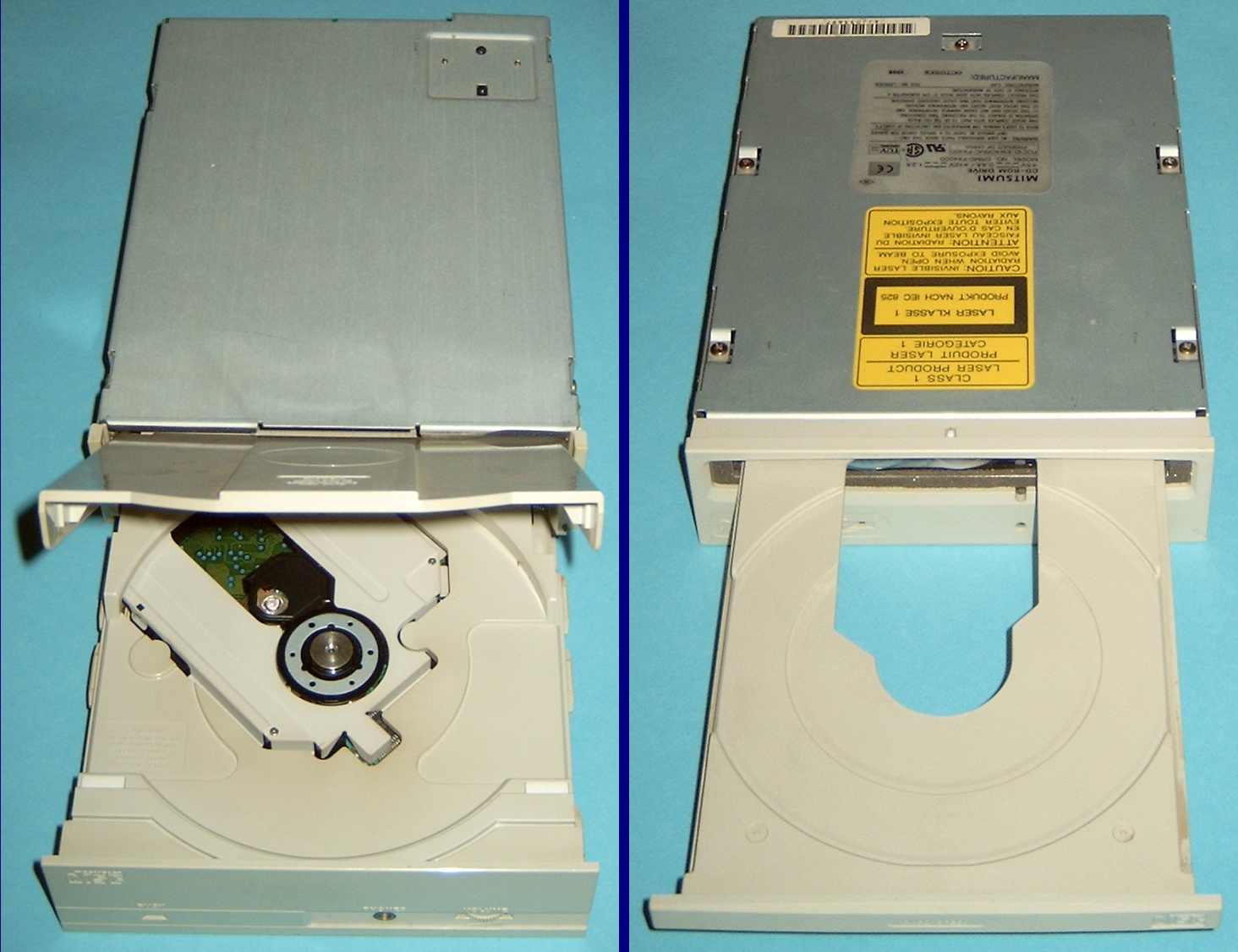
Unidades de CD-ROM con las bandejas abiertas.
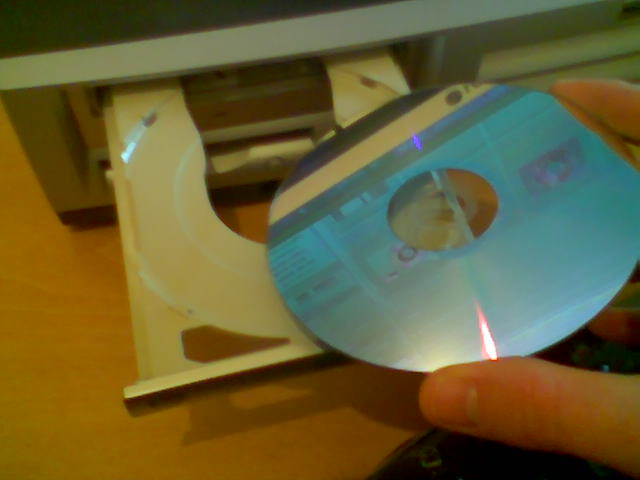
Colocar el disco óptico en la bandeja de la lectograbadora.
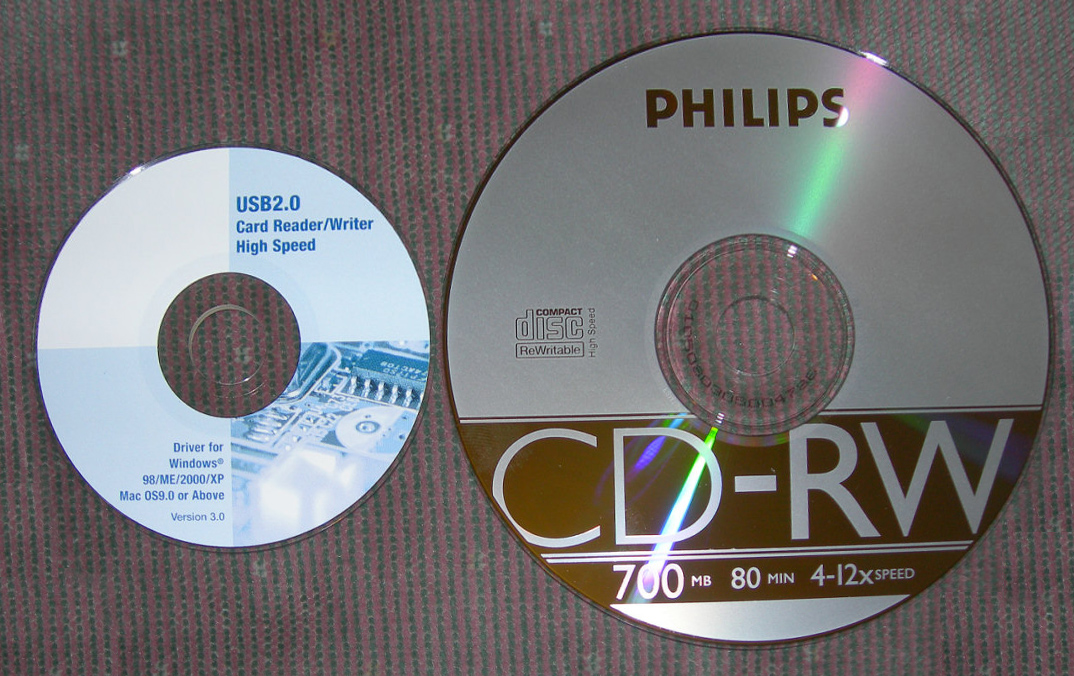
Mini CD (izq.) y CD-RW (regrabable).
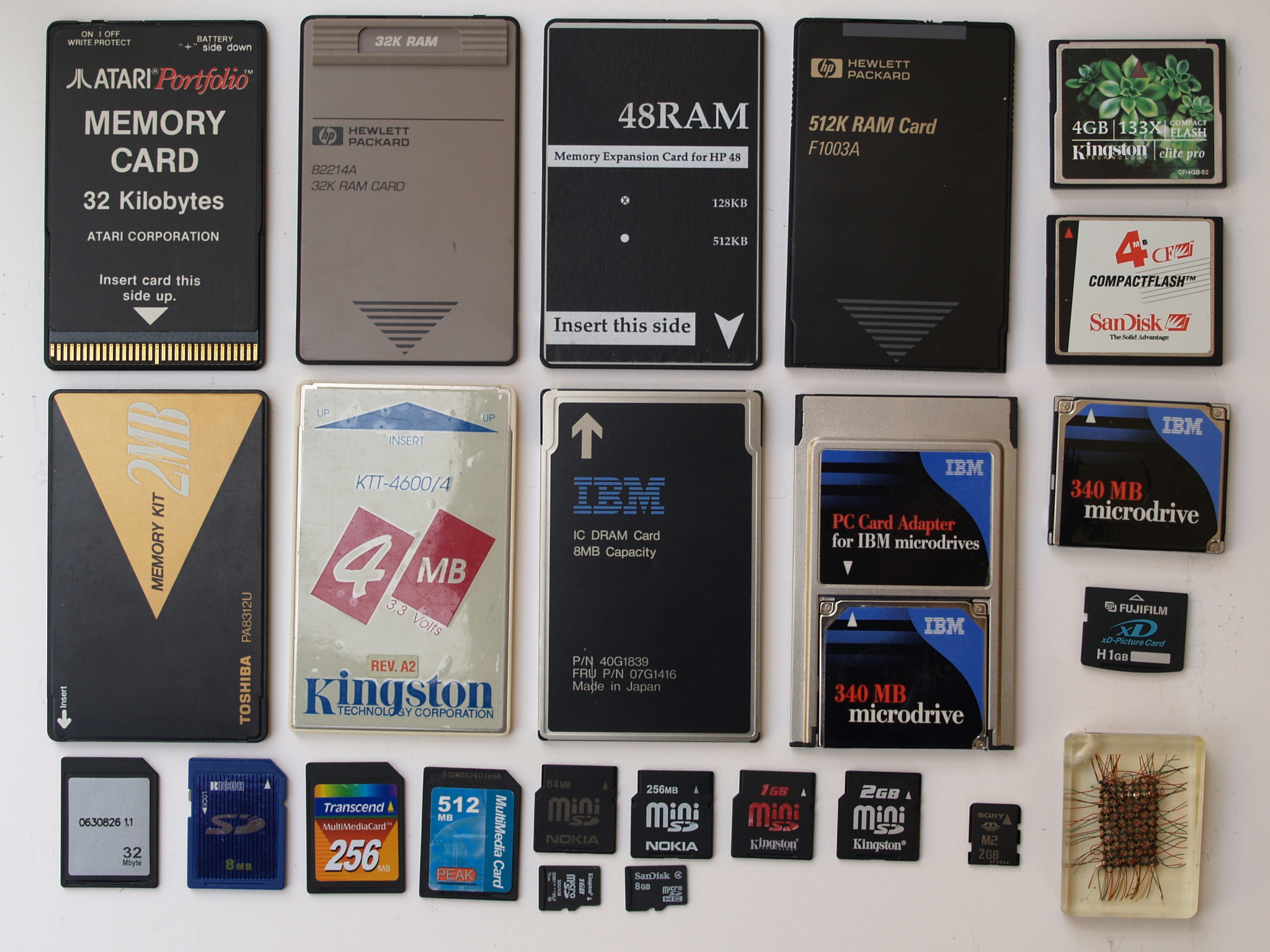
Diferentes tipos de memoria.
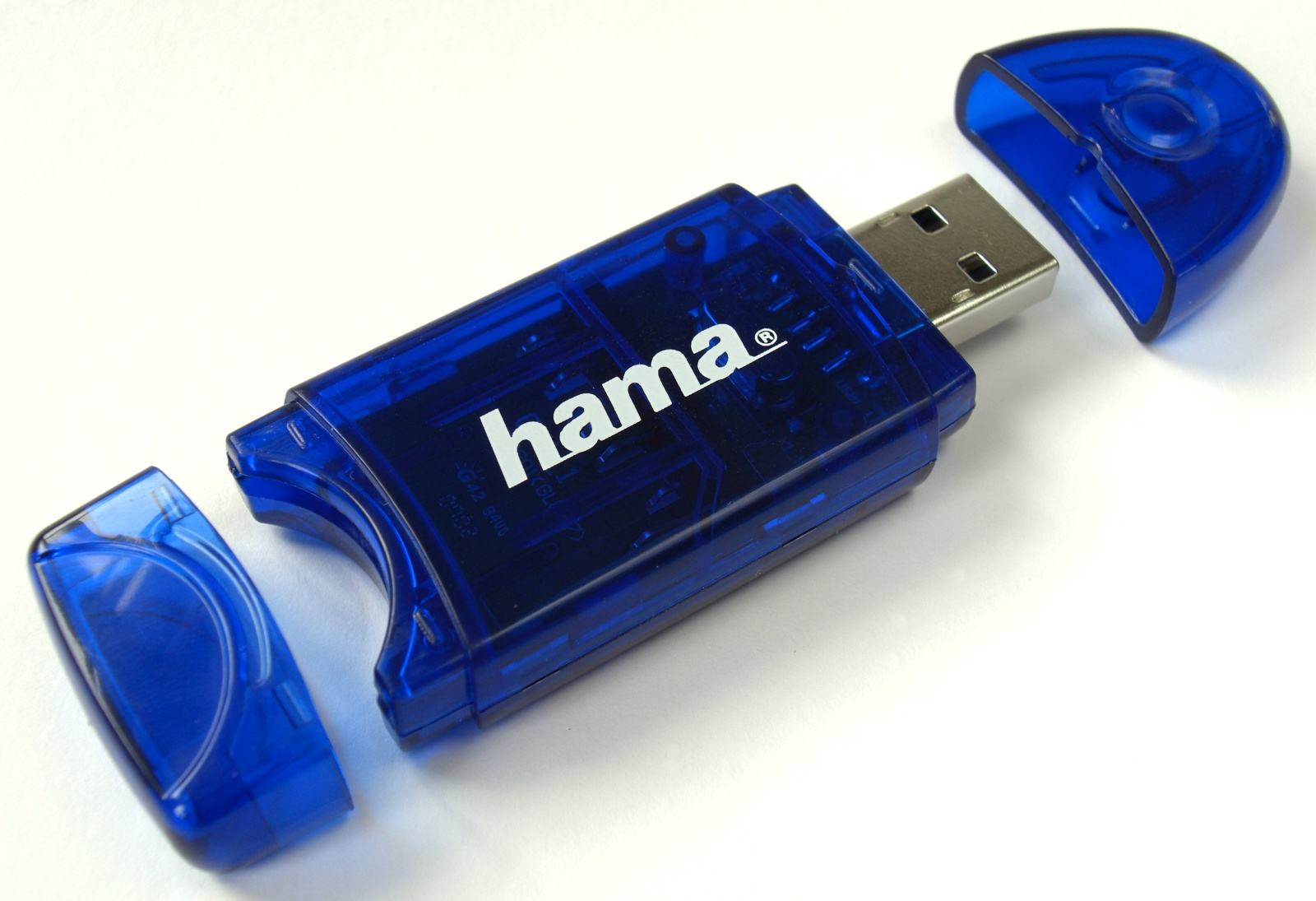
Lector de tarjeta SD que actúa como memoria USB.
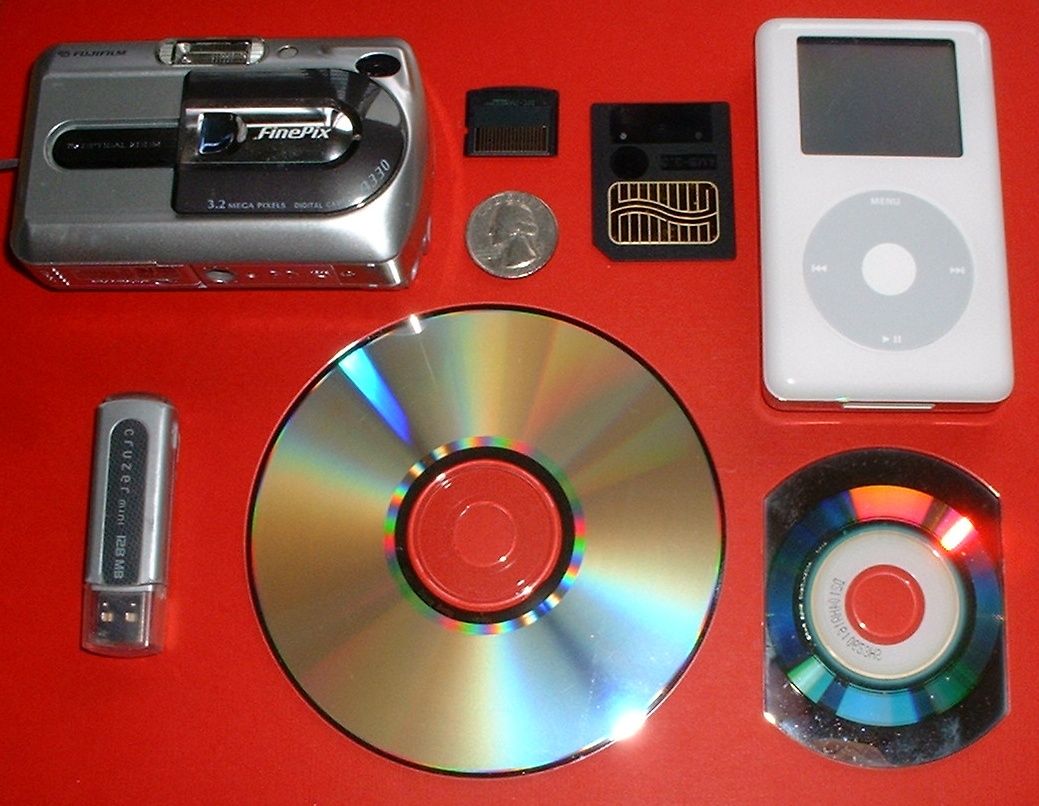
Dispositivos de almacenamiento personal (cámara digital, dos tarjetas de memoria flash para la cámara, moneda de 0,25US$, iPod de 5 GB, memoria USB (128 MB), DVD-R (12 cm de diámetro, y mini CD-R.
Memoria USB o pendrive de 2 GB.
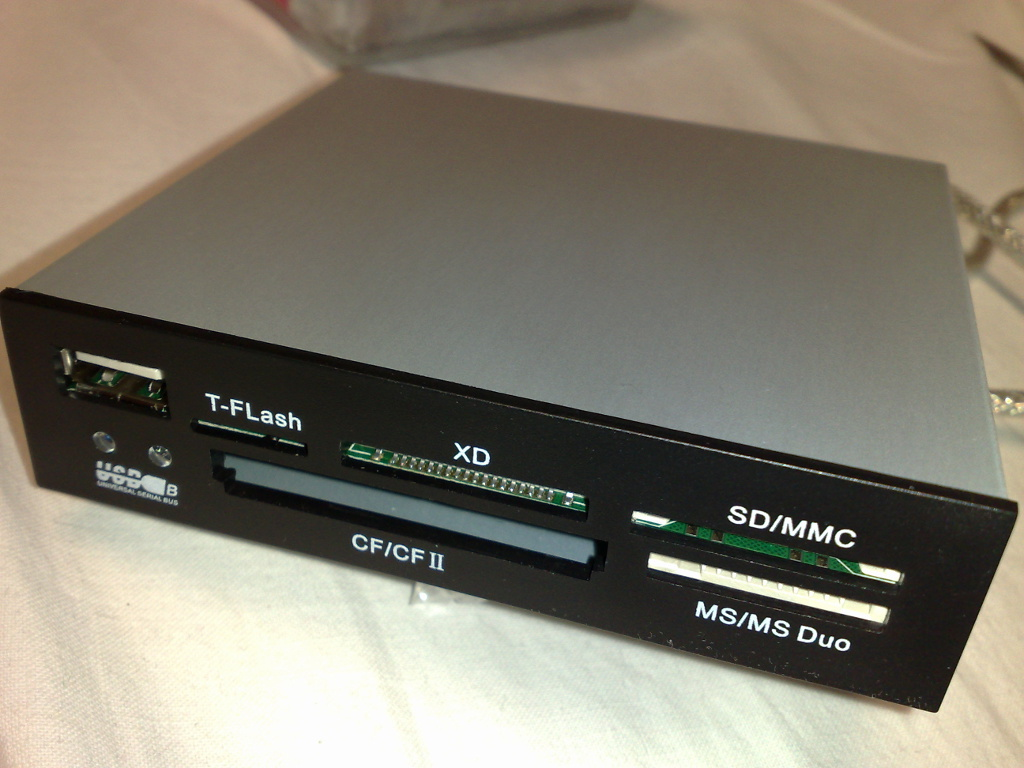
Lector de tarjetas de memoria, dispositivo interno de bahía de unidad de 3,5" con conexión USB 2.0.
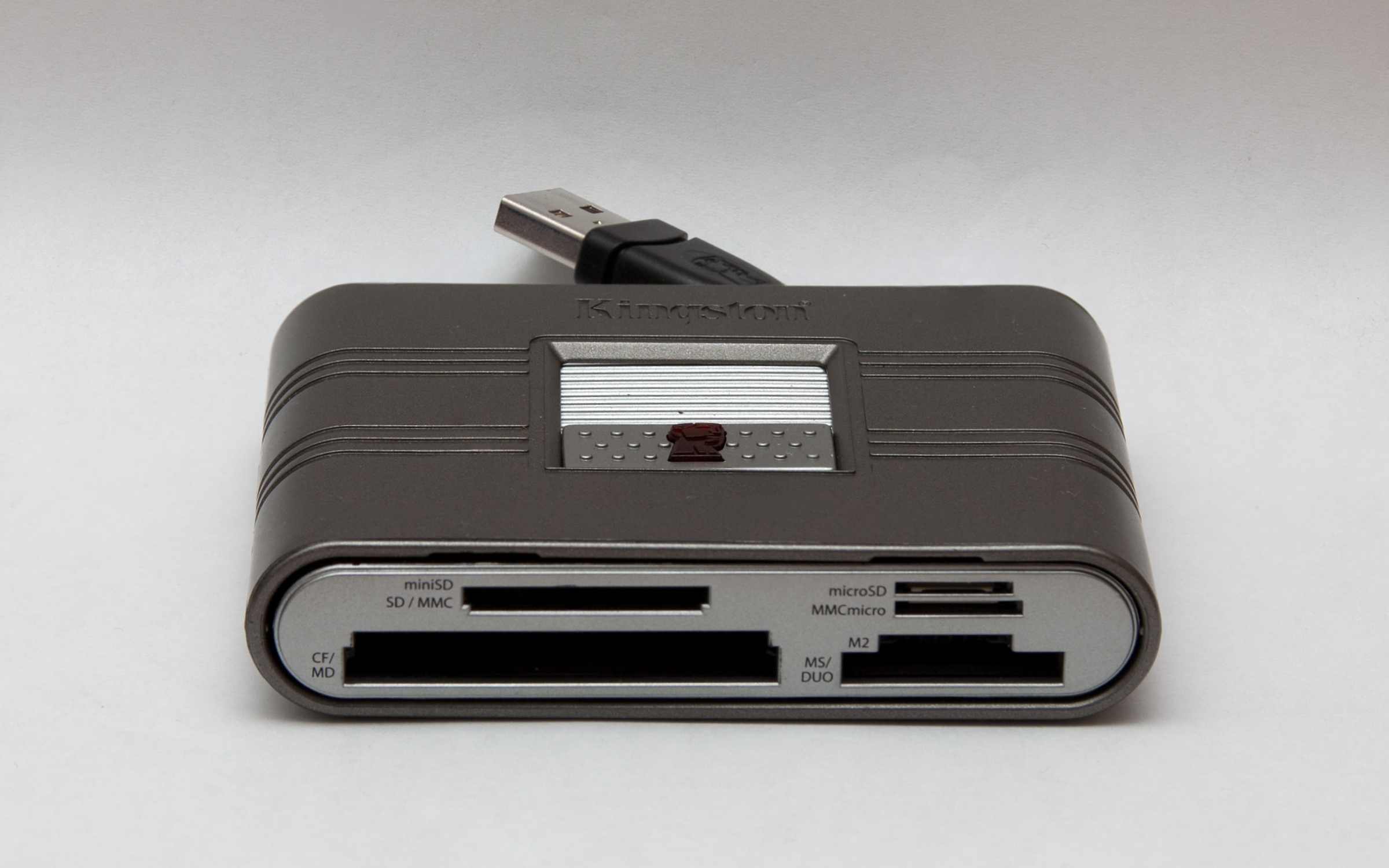
Lector de tarjetas de memoria con salida USB.
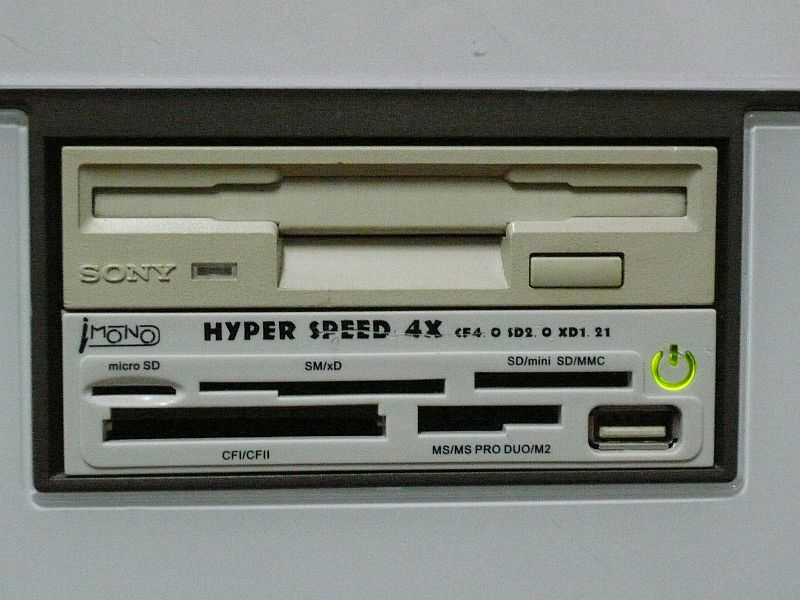
Disquetera de 3,5" (arriba) y lector de tarjetas (abajo).
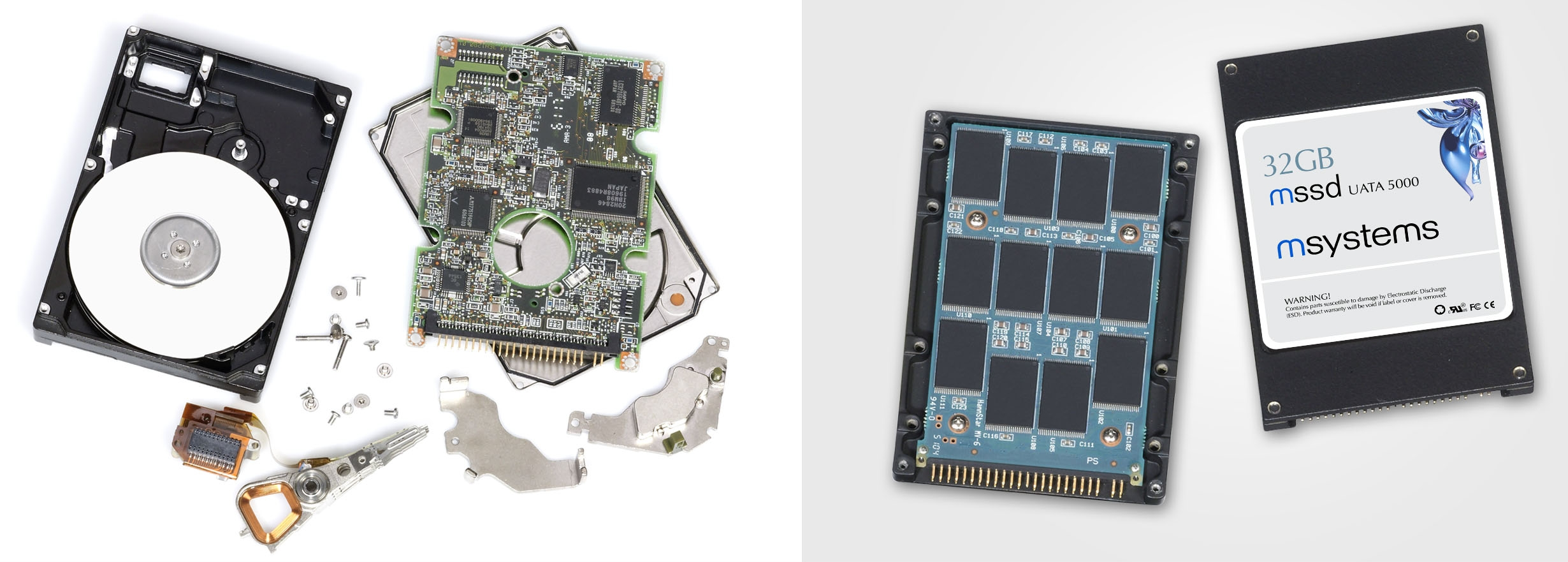
Unidad de Disco Rígido con chasis desarmado mostrando las partes internas (izquierda), y aspecto interno y externo de una Unidad de Estado Sólido para computadora portátil (derecha).
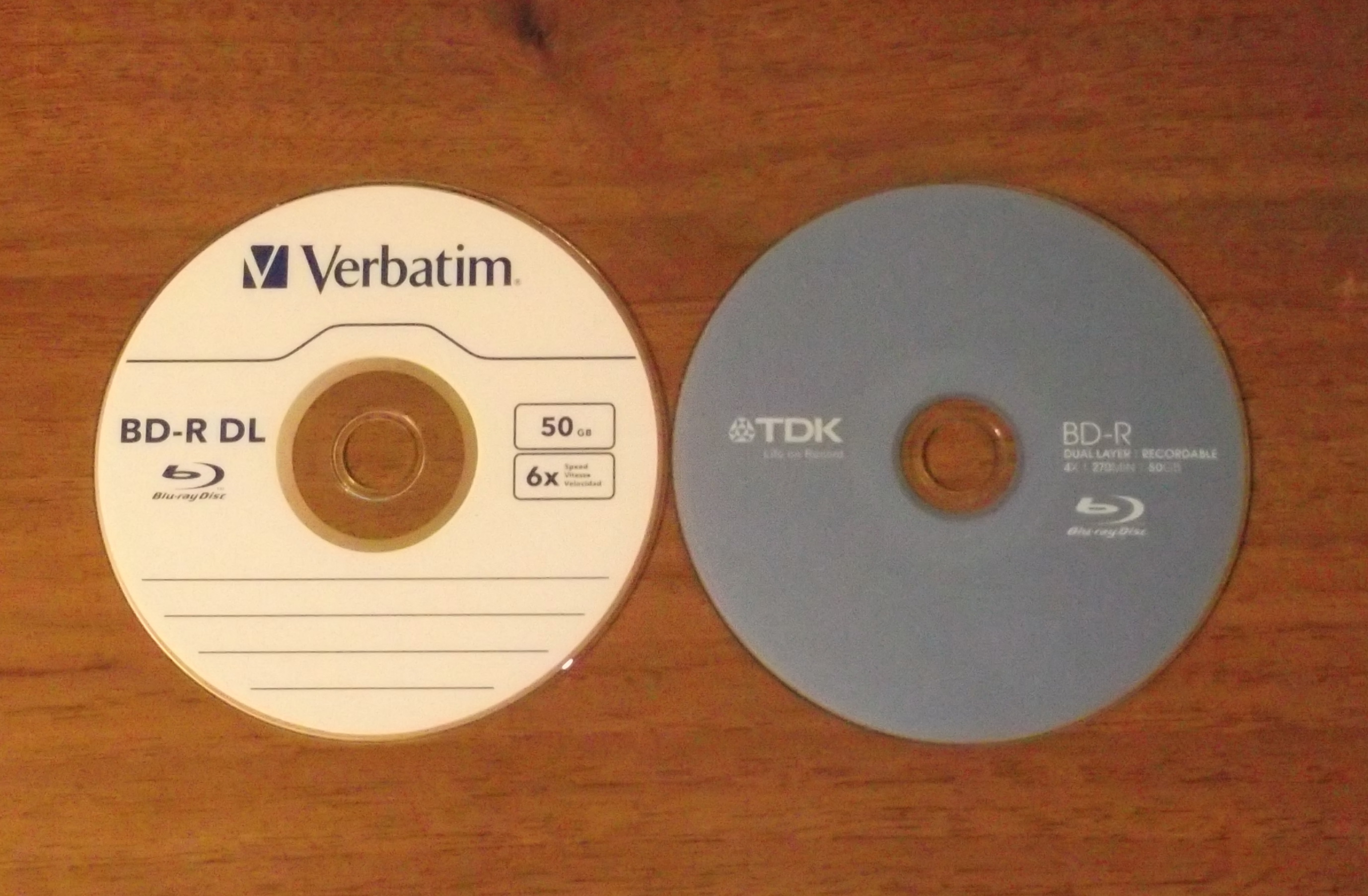
Discos Blu-ray doble capa, de 50 GB.